# Mercado prohibido
Mercado prohibido es una película española de género policiaco estrenada en 1952, dirigida por Javier Setó (en la que fue su debut como director) y protagonizada en los papeles principales por Isabel de Castro y Manuel Monroy.

## Sinopsis
En la Barcelona de la posguerra, el tráfico de penicilina es un negocio floreciente para los que comercian de manera fraudulenta con ella. Pero, cuando el hijo del jefe de una banda de traficantes enferma gravemente, se verá obligado a implorar a quien engaño y traicionó muchas veces unos gramos de penicilina que podrían salvarle la vida.

## Reparto
- Manuel Monroy como Germán
- Isabel de Castro como Lola
- Silvia Morgan como Adela - esposa de Germán
- Alfonso Estela como Miguel Ángel
- Manuel Gas como Inspector
- Carlos Otero como  Daniel
- Miguel Ángel Valdivieso como Luis
- Modesto Cid como Doctor
- Manolo García como Hijo de Germán